# Hervé Mirouze
Pour les articles homonymes, voir Mirouze.
Hervé Mirouze  est un footballeur  et entraîneur français, né le 10 décembre 1924 à Montpellier et mort le 17 juillet 1998 à Castelnau-le-Lez (Hérault). Il évoluait au poste d'arrière droit.

## Biographie
Hervé Mirouze réalise l'essentiel de sa carrière de joueur dans le club de sa ville natale, le SO Montpellier. 
Il devient ensuite en 1958, l'entraîneur de l'équipe montpelliéraine. 

## Palmarès d'entraîneur
- Champion de France de D2 en 1961 avec le SO Montpellier
- Finaliste de la Coupe de la Ligue en 1965 avec le SC Toulon